# (10343) Church
(10343) Church est un astéroïde de la ceinture principale.

## Description
(10343) Church est un astéroïde de la ceinture principale. Il fut découvert le 4 novembre 1991 à Kitt Peak par le projet Spacewatch. Il présente une orbite caractérisée par un demi-grand axe de 3,14 UA, une excentricité de 0,15 et une inclinaison de 2,1° par rapport à l'écliptique.

## Compléments